# Shake Out Run
Ein Shake Out Run (englisch für „Lockerungslauf“) ist ein leichter, kurzer Lauf, der typischerweise am Tag vor einem Wettkampf oder unmittelbar nach einem intensiven Training absolviert wird. Ziel ist es, die Durchblutung zu fördern, Muskelsteifheit wie Muskelkater zu reduzieren und den Körper in Bewegung zu halten, ohne ihn zu ermüden.
Shakeout Runs gehören zur Regenerationsstrategie vieler Athletinnen und Athleten und sind durch die Popularisierung von Lauf-Wettkämpfen durch Run Clubs im Breitensport angekommen. Sie sind Bestandteil vieler Trainingspläne im Laufsport, insbesondere im Bereich des Mittel- und Langstreckenlaufs. Für Sport-Physiologen zählen sie zur aktiven Regeneration.
Studien legen nahe, dass moderate Bewegung nach intensiver Belastung die Blutzirkulation verbessert, Stoffwechselprodukte wie Laktat schneller abgebaut werden und sich die Muskelfunktion rascher erholt. Allerdings sind die Effekte individuell unterschiedlich und wissenschaftlich nicht abschließend belegt. Einige Trainingsansätze bevorzugen vollständige Ruhephasen vor dem Wettkampf, besonders bei starker Vorbelastung. Alternativen zum Shakeout Run sind leichte Mobilisationsübungen, Spaziergänge oder Radfahren im Erholungstempo.